# Kurt Engel (Vibraphonist)

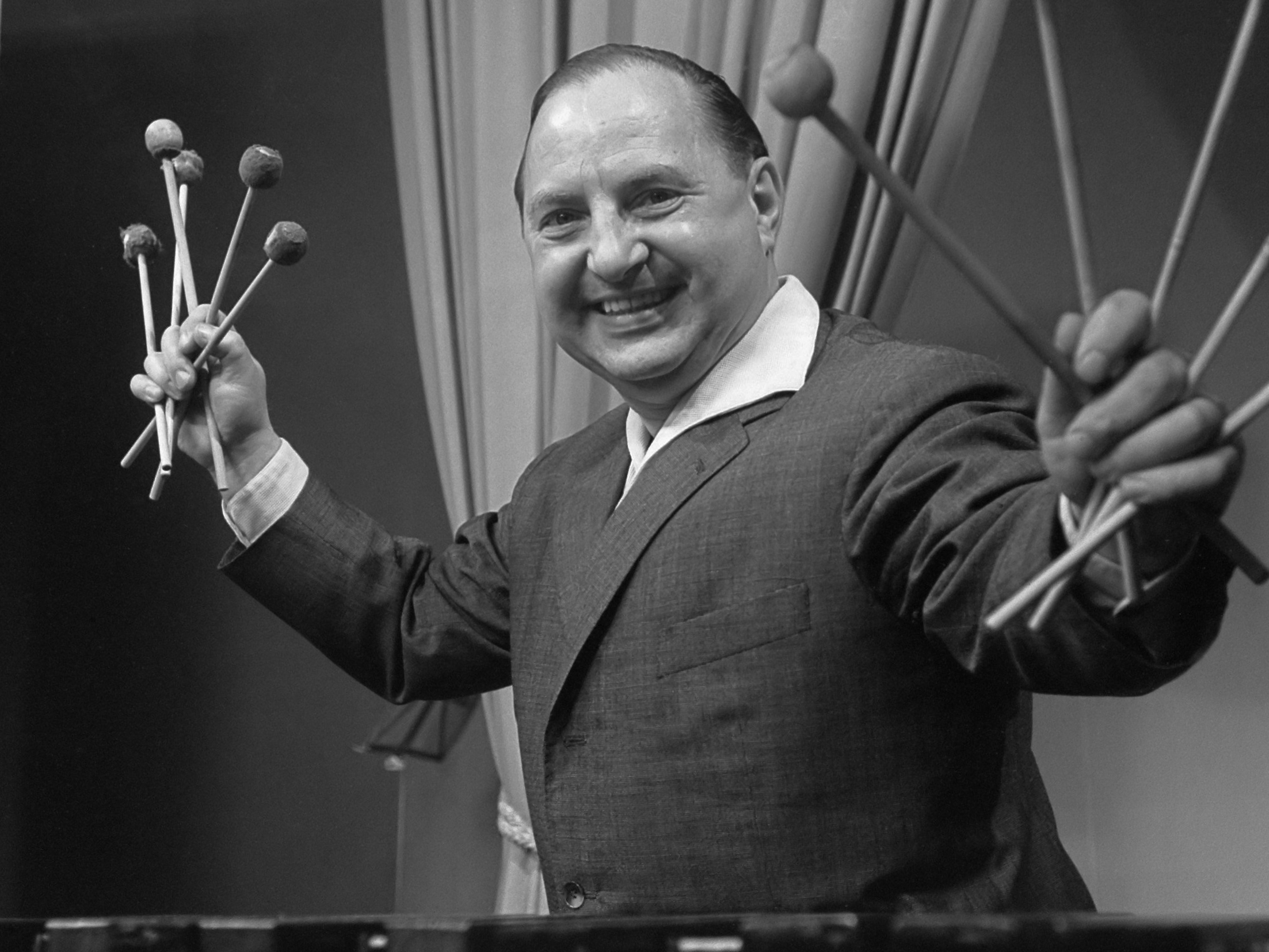
Kurt Engel (1961)

Kurt Engel (* 6. April 1909 in Berlin; † 7. August 1967 ebenda) war ein deutscher Schlagwerker und Komponist, der im Jazz und in der Unterhaltungsmusik auch als Xylophon-, Vibraphon- und Marimbaspieler hervorgetreten ist.
Engel spielte zahlreiche Schallplatten zwischen 1927 und den 1950er Jahren ein, darunter auch Swingtitel für die Label Kristall (San Francisco), Telefunken und Metrophon. Bei seinen ‚Tanzrhythmikern‘ wirkten Musiker wie Benny de Weille, Kurt Hohenberger, Franz Thon, Mike Danzi und Ernst Höllerhagen mit; ebenso arbeitete er mit Rudi Schuricke und den Orchestern von James Kok (Der lustige Vibraphonist), Erhard Bauschke, Hans Bund, Adalbert Lutter, Oscar Joost und Heinz Buschhagen zusammen. Zuletzt war Engel als Paukist im RIAS Tanzorchester tätig, mit dem er gleichfalls aufnahm.
Der Schlagersänger Detlef Engel ist sein Sohn.

## Lexikalische Einträge
- Jürgen Wölfer: Jazz in Deutschland. Das Lexikon. Alle Musiker und Plattenfirmen von 1920 bis heute. Hannibal, Höfen 2008, ISBN 978-3-85445-274-4.
- Fred K. Prieberg: Handbuch Deutsche Musiker 1933–1945. CD-ROM-Lexikon, Kiel 2009, 2. Auflage, S. 1508. online